# Indiska legionen

Indiska legionens standar

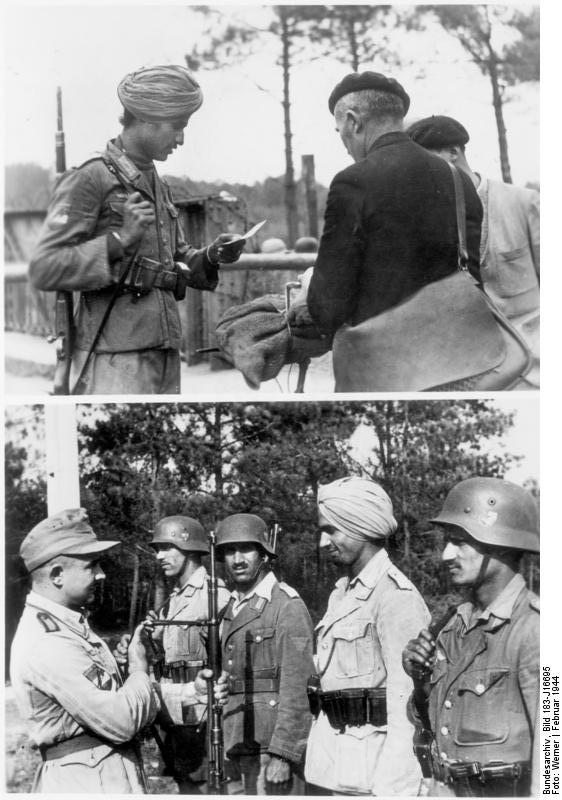
Soldater från Indiska legionen i Frankrike 1944

Indiska Legionen (Azad Hind Legion, Indische Freiwilligen Legion 950/Legion "Freies Indien") var en militär styrka som stred på axelmakternas sida under andra världskriget, främst i Europa. Den grundades av den indiske politikern Subhas Chandra Bose 1941. Indiska Legionen hade främst icke-stridande uppgifter, bland annat vid Atlantvallen.
Legionen blev i augusti 1944 överflyttad från tyska armén till Waffen-SS. Nya namnet på styrkan var Indische Freiwilligen Legion der Waffen SS. Legionen deltog i småstrider i Frankrike och Nederländerna 1944. Legionen drogs undan då soldaterna var rädda för att bli avrättade som förrädare om den brittiska armén tillfångatog dem.